# Chrysopa ochracea
Chrysopa ochracea är en insektsart som beskrevs av Willem Albarda 1881.
Chrysopa ochracea ingår i släktet Chrysopa och familjen guldögonsländor. Inga underarter finns listade i Catalogue of Life.